# One Man Band Man
Albums de Swizz Beatz
Swizz Beatz Presents G.H.E.T.T.O. Stories
(2002) Poison
(2018)
Singles
1. It's Me Bitches
Sortie : 13 février 2007
2. Money in the Bank
Sortie : 29 mai 2007
3. Top Down
Sortie : 28 septembre 2007

One Man Band Man est le premier album studio de Swizz Beatz, sorti le 21 août 2007.
L'album s'est classé 1er au Top R&B/Hip-Hop Albums et 7e au Billboard 200.

## Liste des titres
| No  | Titre                                                          | Contient un (des) sample(s) de | Durée |
| --- | -------------------------------------------------------------- | --- | ----- |
| 1.  | Product Man                                                    | Heartbeat - It's a Lovebeat de la DeFranco Family featuring Tony DeFranco                                                             | 2:50  |
| 2.  | It's Me Bitches                                                | King of the Beats de Mantronix Nobody Beats the Biz de Biz Markie featuring T.J Swan Hollywood Babylon de Crazy Town                  | 2:34  |
| 3.  | Big Munny                                                      | | 3:33  |
| 4.  | Bust Ya Gunz (featuring Drag-On)                               | | 3:58  |
| 5.  | You Know Your Boy Did That                                     | | 4:46  |
| 6.  | The Funeral                                                    | | 2:57  |
| 7.  | Take a Picture                                                 | Lovely Day de Bill Withers | 3:33  |
| 8.  | Top Down                                                       | Girl, Come On Home de Major Lance | 3:08  |
| 9.  | Money in the Bank                                              | Eric B. Is President d'Eric B. & Rakim It's All About the Benjamins de Puff Daddy featuring Lil' Kim, The LOX et The Notorious B.I.G. | 3:11  |
| 10. | Part of the Plan                                               | X&Y de Coldplay | 3:14  |
| 11. | Snoop (Skit) (fetauring Snoop Dogg)                            | | 0:52  |
| 12. | It's Me... (Remix) (featuring Lil Wayne, R. Kelly et Jadakiss) | C.R.E.A.M. du Wu-Tang Clan Get Me Bodied de Beyoncé                                                                                   | 3:29  |